# Dimock (Dacota do Sul)
Dimock é uma cidade  localizada no estado norte-americano de Dakota do Sul, no Condado de Davison.

## Demografia
Segundo o censo norte-americano de 2000, a sua população era de 391habitantes.
Em 2006, foi estimada uma população de 417, um decréscimo de 12 (-3.6%).

## Geografia
De acordo com o United States Census Bureau tem uma área de
0,8 km², dos quais 0,2 km² cobertos por terra e 0,0 km² cobertos por água. Ethan localiza-se a aproximadamente 409 m acima do nível do mar.

## Localidades na vizinhança
O diagrama seguinte representa as localidades num raio de 20 km ao redor de Ethan.